# Metanemone ranunculoides
Metanemone ranunculoides es la única especie del género monotípico Metanemone de la familia Ranunculaceae.  Es originaria de China.

## Descripción
Es una herbácea con un rizoma que alcanza un tamaño de 1,5 cm y 1 cm de diámetro. Hojas palmeada con pecíolo de 1,5 - 5 cm, planas, el limbo ovado, de 2,2 a 2,4 × 1,7 - 1,9 cm, la base redondeada, el ápice obtuso,  lámina de la hoja estrecha ovado-elípticas, de 1,2 a 2 × 0,9 - 1 cm, ambos extremos acuminados, subenteros. Flores de 2,2 cm de diámetro. Sépalos en número de 19, de color blanco azulado, oblanceolados a obovados y estrechos.

## Distribución
Se encuentra en las montañas; a una altitud de  3500 m s. n. m., en Yunnan en China.

## Taxonomía
Metanemone ranunculoides fue descrita por Wen Tsai Wang y publicado en Flora Reipublicae Popularis Sinicae 28: 352, pl. 21, en el año 1980.